# Mirkovec
Mirkovec är en ort i Kroatien.   Den ligger i länet Krapina-Zagorjes län, i den norra delen av landet, 26 km norr om huvudstaden Zagreb. Mirkovec ligger 181 meter över havet och antalet invånare är 474.
Terrängen runt Mirkovec är platt. Runt Mirkovec är det tätbefolkat, med 343 invånare per kvadratkilometer. Närmaste större samhälle är Zabok, 2,7 km sydväst om Mirkovec. Omgivningarna runt Mirkovec är en mosaik av jordbruksmark och naturlig växtlighet.